# Tessy Ebosele
Tessy Ebosele (* 28. Juli 2002) ist eine spanische Leichtathletin marokkanisch-nigerianischer Herkunft, die im Weit- und Dreisprung an den Start geht.

## Sportliche Laufbahn
Erste internationale Erfahrungen sammelte Tessy Ebosele im Jahr 2021, als sie bei den U20-Europameisterschaften in Tallinn mit 6,63 m die Silbermedaille gewann. Zudem brachte sie im Dreisprung keinen gültigen Versuch zustande. Anschließend belegte sie bei den U20-Weltmeisterschaften in Nairobi mit 6,46 m den fünften Platz im Weitsprung und gewann im Dreisprung mit 13,63 m die Silbermedaille. Im Jahr darauf gewann sie bei den Mittelmeerspielen in Oran mit 13,63 m die Bronzemedaille im Dreisprung hinter der Slowenin Neja Filipič und Tuğba Danışmaz aus der Türkei. Im September gewann sie dann bei den U23-Mittelmeer-Meisterschaften in Pescara mit 6,31 m die Bronzemedaille im Weitsprung hinter den Französinnen Maëlly Dalmat und Tiphaine Mauchant. 2023 sicherte sie sich bei den U23-Mittelmeer-Hallenmeisterschaften in Valencia mit 6,24 m die Silbermedaille hinter der Italienerin Larissa Iapichino. Im Juli gewann sie bei den U23-Europameisterschaften in Espoo mit 6,63 m die Bronzemedaille hinter der Italienerin Iapichino und Maja Åskag aus Schweden. Anschließend belegte sie bei den Weltmeisterschaften in Budapest mit 6,62 m im Finale den achten Platz. Im Jahr darauf verpasste sie bei den Europameisterschaften in Rom mit 6,47 m den Finaleinzug, ehe sie bei den Olympischen Sommerspielen in Paris mit 6,09 m in der Qualifikationsrunde ausschied.
In den Jahren 2023 und 2024 wurde Ebosele spanische Meisterin im Weitsprung.

## Persönliche Bestleistungen
- Weitsprung: 6,80 m (+1,6 m/s), 14. Juni 2023 in Castellón de la Plana
- Dreisprung: 13,63 m (+0,4 m/s), 20. August 2021 in Nairobi